# نينا سايماسزكو
نينا سايماسزكو (بالإنجليزية: Nina Siemaszko)‏ هي ممثلة أمريكية، ولدت في 14 يوليو 1970 بشيكاغو في الولايات المتحدة.

## أعمال

### أفلام
- (1995) الرئيس الأمريكي[5]
- (2011) الفنان
- (2013) حلقة بلينج[6]

### مسلسلات
- تشريح غراي
- كولد كيس

## وصلات خارجية
- نينا سايماسزكو على موقع IMDb (الإنجليزية)
- نينا سايماسزكو على موقع قاعدة بيانات الأفلام العربية
- نينا سايماسزكو على موقع ألو سيني (الفرنسية)
- نينا سايماسزكو على موقع أول موفي (الإنجليزية)
- نينا سايماسزكو على موقع قاعدة بيانات الأفلام السويدية (السويدية)
- نينا سايماسزكو على موقع إن إن دي بي (الإنجليزية)
- نينا سايماسزكو على موقع قاعدة بيانات الفيلم (الإنجليزية)
- نينا سايماسزكو على موقع كينوبويسك (الروسية)